# Veille automatique
Pour un article plus général, voir Protection du travailleur isolé.
Le dispositif de veille automatique est un système utilisé dans le domaine ferroviaire, qui a pour fonction de détecter une défaillance du conducteur et cherche à s'assurer en permanence que le conducteur est présent à son poste et conscient. Contrairement aux systèmes de protection du travailleur isolé ou, plus précisément, des DATI (dispositif d'alarme pour travailleur isolé), les systèmes de veille dans le monde ferroviaire n'ont pas pour fonction première d'alerter des secours mais de garantir la sécurité des circulations en cas de défaillance d'un conducteur. La mise à l'arrêt du train ou du tramway par le déclenchement d'un freinage d'urgence en cas de détection d'une défaillance du conducteur est le moyen utilisé pour remplir cette fonction de mise en sécurité des circulations.
Il a été rendu obligatoire en France par l'article 30 du décret du 22 mars 1942 « portant règlement d'administration publique sur la police, la sûreté et l'exploitation des voies ferrées d'intérêt général et d'intérêt local ». Cet article permet la circulation des trains avec un seul agent dans le poste de conduite si les appareils de conduite comportent un dispositif spécial, d'un type agréé par le secrétaire d'Etat, provoquant l'arrêt du train en cas de défaillance du mécanicien" . La mise en place de cette obligation d'avoir un dispositif de veille a accompagné l'électrification du réseau ferré. 
Les tramways étaient également soumis à cette prescription jusqu'à l'abrogation de cet article par l'article 67 du décret du 9 mai 2003 relatif à la sécurité des transports guidés mais le maintien d'un dispositif de veille est assuré par l'introduction du principe GAMÉ (globalement au moins équivalent) par ce même décret en son article 5 : « Tout nouveau système de transport public guidé, ou toute modification d'un système existant, est conçu et réalisé de telle sorte que le niveau global de sécurité à l'égard des usagers, des personnels d'exploitation et des tiers soit au moins équivalent au niveau de sécurité existant ou à celui des systèmes existants assurant des services comparables ». Cet article a été abrogé par le nouveau décret relatif à la sécurité des transports guidés du 30 mars 2017.
Pour les trains circulant sur le réseau RFF, l'article 30 du décret de 1942 a été abrogé par l'article 67 du Décret n°2006-1279 du 19 octobre 2006 « relatif à la sécurité des circulations ferroviaires et à l'interopérabilité du système ferroviaire ». 

## Caractéristiques générales

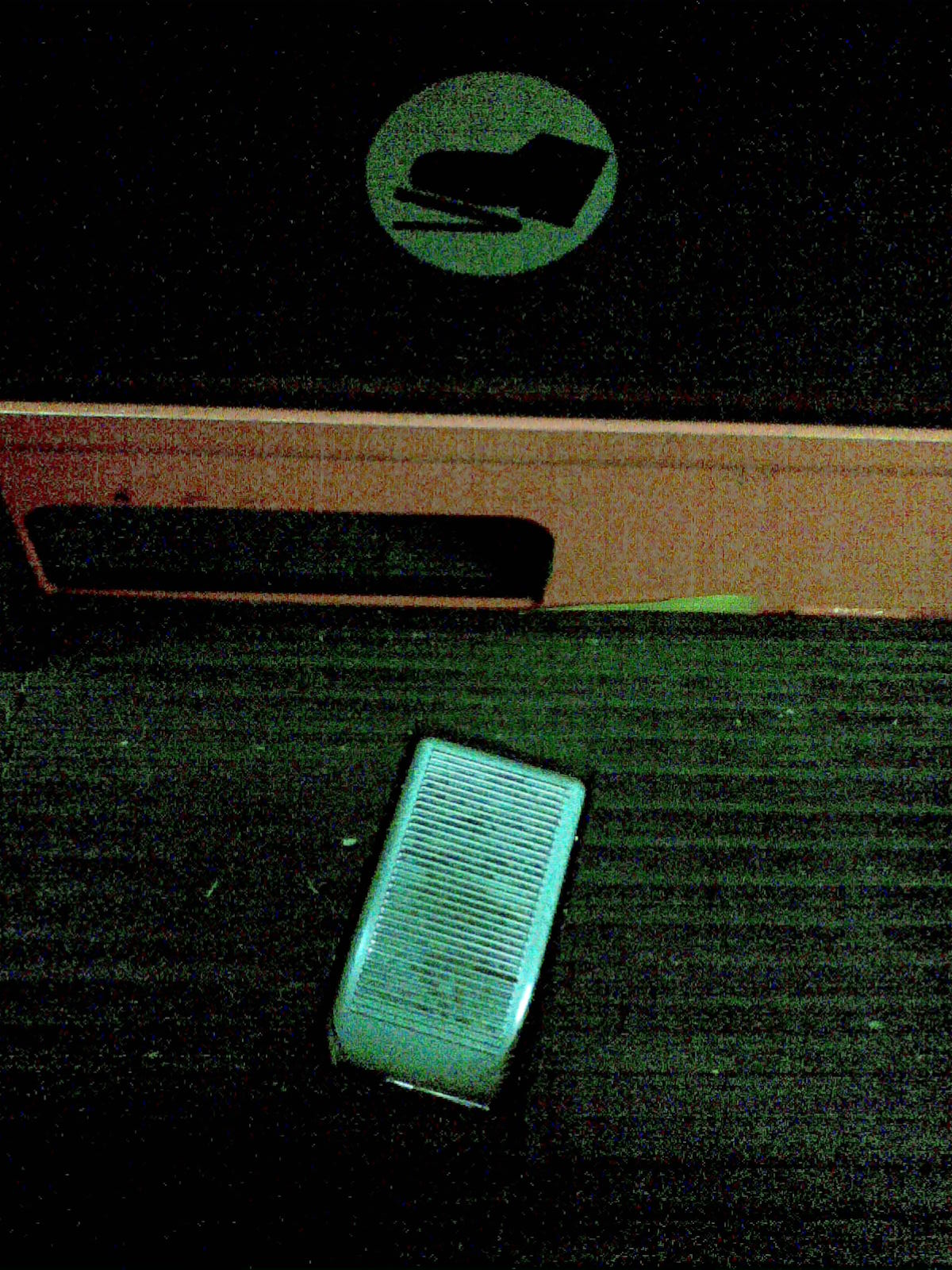
Une pédale de l'homme mort.

Ce dispositif, déclenche l'arrêt d'urgence du train si le conducteur n'actionne pas la veille conformément aux prescriptions du système de veille. Certains de ces dispositifs supposent de maintenir constamment appuyé l'actionneur de veille alors que d'autres supposent que le conducteur relâche périodiquement cet actionneur. Cela permet de vérifier la présence consciente du conducteur. 
Les dispositifs de veille, ceux à maintien constant comme ceux à relâchement périodique, ne maintiennent pas la vigilance et n'évitent pas l'endormissement. Cela permet simplement de limiter les conséquences éventuelles d'un assoupissement, d'un évanouissement ou d'un décès. 
À l'origine, il s'agissait d'une pédale (appelée pédale de l'homme mort) que le conducteur du train devait maintenir appuyée ; ainsi en cas de d'endormissement, de malaise (voire de décès subit, d'où le nom du dispositif), la pression sur la pédale devait se relâcher et la locomotive s'arrêter.
L'accident de Waterfall en Australie, le 31 janvier 2003, avec ses 7 morts et 41 blessés a démontré de manière dramatique qu'un tel dispositif ne garantissait pas la détection d'une défaillance du conducteur, son décès dans ce cas précis. La cinématique de la pédale de veille ne permettait pas de se relever si le « poids mort » de la jambe dépassait une certaine valeur. En l'occurrence, si le conducteur pesait plus de 92 kg, ce qui correspondait à environ 44 % des effectifs de ce réseau de train, le conducteur était susceptible de laisser la pédale appuyée même en cas de défaillance .
Dans les tramways, le STRMTG a reconnu en 2017 dans le guide technique Fonction de veille des tramways qu'il n'y avait pas de justification fonctionnelle pour les tramways à avoir une Vacma sauf dans le cas où une mauvaise conception des actionneurs ne permet pas d'être assuré qu'une défaillance du conducteur soit détectée.

## Différents types de dispositifs
En France, un certain nombre de solutions techniques ont été analysées par des responsables de la SNCF, Marcel Garreau et Maurice Laplaîche, en 1942, dans leur « rapport sur la question de l'Homme Mort appliqué aux locomotives électriques ». On peut citer quelques-uns de ces dispositifs :
- « Appareil utilisant la manette du contrôleur sur laquelle le conducteur doit exercer une action permanente » ;
- « Appareil comportant une pédale sur laquelle le conducteur doit appuyer en permanence » ;
- « Corde ou courroie attachée d'une part à la ceinture du conducteur et, d'autre part, à un appareil de déclenchement » ;
- « Appareil comportant un bouton sur lequel le conducteur doit appuyer périodiquement » ;
- « Appareil utilisant un rayon infra-rouge intercepté par le conducteur en position normale » ;
- « Appareil Bianchi utilisant les mouvements réflexes que doit faire le conducteur pour se maintenir en équilibre sur une plateforme oscillante » (Rapport Garreau et Laplaiche, p. 2).

Trois critères servent à l'analyse comparative de ces systèmes : l'inviolabilité c'est-à-dire des systèmes qui ne peuvent pas « être paralysés par un moyen à la portée des conducteurs-électriciens », l'inconscience c'est-à-dire qu'ils ne doivent pas imposer une « sujétion gênante » et l'efficacité c'est-à-dire qu'ils peuvent détecter « non seulement lorsque le conducteur est mort ou évanoui mais encore lorsqu'il se laisse aller au sommeil » (Rapport Garreau et Laplaiche, p. 9).
Aucun des systèmes étudiés ne remplit parfaitement ces trois conditions et finalement, jusqu'au milieu des années 1960, le système privilégié par la SNCF sera un dispositif de veille avec maintien d'appui.

### Le maintien d'appui
Un premier type de dispositifs demande au conducteur de maintenir constamment un actionneur de veille que ce soit un bouton, une genouillère ou sur le cerclo du volant de traction. S'il omet de le faire, une alarme se déclenche pour le rappeler à l'ordre, puis au bout d'un délai de quelques secondes, le système coupe l'effort moteur et déclenche le freinage d'urgence. Certains dispositifs n'avaient pas de temporisation entre le relâchement et le déclenchement d'un freinage d'urgence comme, par exemple, sur le tramway de Saint-Étienne.

### Le relâchement régulier
Le système présent sur les engins de la SNCF est la veille automatique à contrôle de maintien d'appui (VACMA). Ce dispositif a été introduit pour éviter que le conducteur ne bloque volontairement un actionneur, en posant par exemple un sac sur la pédale ou en bloquant le cerclo en position appuyé ou encore lorsque la cinématique de l'actionneur ne permet pas de distinguer un appui volontaire d'un appui involontaire lorsque le « poids mort » d'un membre permet le maintien de l'actionneur  .
La « présence consciente » du conducteur est contrôlée par des actions sur les commandes spécifiques :
- le cercle du volant de traction (ou « cerclo ») ;
- deux pédales ;
- deux boutons (à proximité des fenêtres de la cabine) ;
- contacts sensitifs (ex : automoteurs B 81500).

La « pédale de veille automatique », pour ce système, est à deux positions : relevée ou en maintien d'appui. Dès que le signal sonore retentit (au bout d'une minute +/- 10 secondes, si aucune autre action réinitialisant le dispositif n'a été faite), le conducteur, qui tient la pédale appuyée, est tenu de la relâcher, et immédiatement la ré-enfoncer (il a pour cela un délai de 3 secondes environ).
L'objectif étant non de tester la vigilance du conducteur ce que ce dispositif ne sait pas faire, mais de contrôler sa non défaillance. Le dispositif de type Vacma ne sait que vérifier que le conducteur n'est pas endormi, évanoui ou mort. Il ne sait pas contrôler les états d'hypovigilance du type pré-endormissement. Au contraire, des expériences ont montré, dans les années 1980, en Allemagne comme en France, que lors des situations d'hypovigilance, les conducteurs avaient tendance à veille de manière plus régulière qu'en étant pleinement éveillé ,.  Il est demandé à celui-ci non pas d'appuyer de temps en temps, ni de maintenir la pression en permanence, mais de relâcher le dispositif régulièrement. Ceci permet d'éviter tout contournement du système de sécurité (ex : maintien du dispositif par un objet) par lequel la vie du conducteur serait la première en péril. Plusieurs dispositifs peuvent également être utilisés en parallèle, auquel cas le relâchement doit s'opérer sur tous les dispositifs (sauf si certaines consignes de conduite ont été émises par le conducteur : traction, sifflet, ou autre).
Le fonctionnement est analogue sur le « cerclo », cercle du volant de traction.
À la prise de service initiale sur une cabine de conduite, le conducteur est tenu de prolonger l'appui plus d'une minute après toute action qui aurait pu réinitialiser le dispositif de contrôle, ceci afin d'en vérifier le bon fonctionnement et le cas contraire d'appliquer la procédure de dérangement. 
Sur toutes les lignes en cas de déclenchement du dispositif, une alerte VACMA est transmise dans le canton radio, ceci afin d'identifier la circulation concernée.

### L'appui continu combiné à une manipulation régulière
En Suisse, le système régi par l'appareil de sécurité des trains est plus ou moins similaire à la veille automatique française à ceci près qu'il est constitué de deux systèmes de sécurité, la marche rapide et la marche lente.
Le premier correspond à une pédale que le mécanicien de locomotive doit maintenir appuyée en permanence, en cas de relâchement une alarme retentira après 50 mètres puis, en cas de non réaction, un freinage d'urgence sera engagé 50 mètres plus loin.
Le deuxième dispositif, la marche lente, est là pour s'assurer que le mécanicien ne puisse bloquer la pédale. Le dispositif demande à ce qu'une action soit effectuée par le mécanicien de locomotive au moins tous les 1 600 mètres. Les actions possibles sont, selon les véhicules, une manipulation du combinateur traction, une action sur le frein automatique ou le frein antipatinage, l'appui de la touche « grand phare » et évidemment un relâchement puis un nouvel appui sur la pédale de la marche rapide. Si après 1 600 mètres aucune action n'est constaté, une alarme, différente de celle déclenchée par la marche rapide, se déclenche. Le mécanicien dispose alors de 200 mètres pour réagir, faute de quoi un freinage d'urgence sera également enclenché.
Le mécanicien dispose, même après le début du freinage, de la possibilité de rappeler le dispositif et d'annuler le serrage.
Le but de ces différents systèmes est en premier lieu de vérifier la présence d'un mécanicien, la pédale est constituée de manière à devoir être maintenue par la force et non le poids du corps, puis par la suite de contrôler la concentration en contrôlant la continué d'actions influençant la conduite, signe que le mécanicien est toujours parfaitement apte à la conduite.

### Le maintien en position intermédiaire
Un autre système existe, sur les engins de la SNCB par exemple, la pédale est à trois positions : relâchée, intermédiaire ou réarmement. Durant la conduite, « le conducteur doit maintenir une pression sur une pédale. S’il n’effectue aucune intervention durant environ 60 secondes (frein, traction), un signal sonore retentit et le conducteur doit enfoncer brièvement la pédale. Si le conducteur n’effectue pas correctement cette action, un freinage d’urgence est automatiquement réalisé ».
Ce système, pas plus que les autres, ne permet de stimuler la vigilance du fait de l'automaticité ni de prévenir l'assoupissement ni même de détecter les périodes d'hypovigilance ou de pré-endormissement.

## Avantages et limites
Ce moyen technique autorise la conduite des trains par un agent seul. Sur les locomotives à vapeur qui en étaient dépourvues, il y avait toujours deux agents, le mécanicien et le chauffeur.
Ces dispositifs ne permettent pas de garantir une sécurité totale car ils ne peuvent empêcher d'autres manques de vigilance, comme une vitesse excessive. Aussi sont apparus des systèmes de répétition des signaux en cabine (crocodile, AWS, etc.), et dans les dernières décennies des systèmes de contrôle de la vitesse (PZB (Indusi), ATB, KVB, etc.).